# Liste der denkmalgeschützten Objekte in Oberndorf bei Salzburg
Die Liste der denkmalgeschützten Objekte in Oberndorf bei Salzburg enthält die 23 denkmalgeschützten, unbeweglichen Objekte der Stadt Oberndorf bei Salzburg im Bezirk Salzburg-Umgebung.

## Denkmäler
| Foto |                 | Denkmal                                                                            | Standort                                          | Beschreibung | Metadaten |
| ---- | --------------- | ---------------------------------------------------------------------------------- | ------------------------------------------------- | --- | --- |
| ja   | Datei hochladen | Kath. Pfarrkirche hl. Nikolaus HERIS-ID: 15950 Objekt-ID: 12204                    | Kirchplatz 1 Standort KG: Oberndorf               | Die Pfarrkirche im neuromanischen Stil wurde 1910 nach den Plänen von Matthäus Schlager an der Stelle einer Vorgängerkirche in der Ortsmitte erbaut. Bildende Kunst der Maler Christian Wink, Franz Ignaz Oefele, Josef Gold, Isfried Jaud und der Bildhauer Johann Giner, Johannes Piger, Josef Zenzmaier. Orgel von Mauracher. | BDA-Hist.: Q16855655 Status: § 2a Stand der BDA-Liste: 2025-06-30 Name: Kath. Pfarrkirche hl. Nikolaus GstNr.: 1289 Pfarrkirche hl. Nikolaus, Oberndorf bei Salzburg        |
| ja   | Datei hochladen | Wallfahrtskirche Mariä Heimsuchung in Maria Bühel HERIS-ID: 14696 Objekt-ID: 10934 | Maria-Bühel-Straße 3 Standort KG: Oberndorf       | → Hauptartikel : Wallfahrtskirche Maria Bühel f1 | BDA-Hist.: Q2542845 Status: § 2a Stand der BDA-Liste: 2025-06-30 Name: Wallfahrtskirche Mariae Heimsuchung in Maria Bühel GstNr.: 243/4 Wallfahrtskirche Maria Bühel        |
| ja   | Datei hochladen | Pfarrhof, Rektoratshaus HERIS-ID: 14695 Objekt-ID: 10933                           | Maria-Bühel-Straße 4 Standort KG: Oberndorf       | Östlich neben der Wallfahrtskirche Maria Bühel. Zweigeschoßiger Bau mit barocker Hohlkehle und Krüppelwalmdach. Südseitig ein barockes Portal und einfache barocke Fensterumrahmungen. | BDA-Hist.: Q37763734 Status: § 2a Stand der BDA-Liste: 2025-06-30 Name: Pfarrhof, Rektoratshaus GstNr.: 243/3 Pfarrhof Maria Bühel                                          |
| ja   | Datei hochladen | Brunnenhaus HERIS-ID: 15445 Objekt-ID: 11689                                       | bei Maria-Bühel-Straße 4 Standort KG: Oberndorf   | Im Norden des Rektoratshauses bei der Wallfahrtskirche Maria Bühel steht ein achteckiges gemauertes Brunnenhaus aus dem 18. Jahrhundert. | BDA-Hist.: Q37784998 Status: § 2a Stand der BDA-Liste: 2025-06-30 Name: Brunnenhaus GstNr.: 243/3 Brunnenhaus Maria Bühel                                                   |
| ja   | Datei hochladen | Bauernhaus, Ehemaliges Mesnerhaus HERIS-ID: 15954 Objekt-ID: 12208                 | Maria-Bühel-Straße 5 Standort KG: Oberndorf       | | BDA-Hist.: Q37804623 Status: § 2a Stand der BDA-Liste: 2025-06-30 Name: Bauernhaus, Ehemaliges Mesnerhaus GstNr.: 234 Mesnerhaus Maria Bühel                                |
| BW   | Datei hochladen | Tettenbacher-Bildstock, Tettenbacher Kreuz am Gastag HERIS-ID: 23901seit 2025      | bei St. Georgener Straße 3 Standort KG: Oberndorf | Anmerkung: Koordinaten von dieser Beschreibung, aber auf Orthofoto so nicht ausmachbar. | BDA-Hist.: Q135167883 Status: Bescheid Stand der BDA-Liste: 2025-06-30 Name: Tettenbacher-Bildstock, Tettenbacher Kreuz am Gastag GstNr.: 151                               |
| ja   | Datei hochladen | Wohnhaus, Ehemalige Mühle HERIS-ID: 15952 Objekt-ID: 12206                         | Schöffleutgasse 3 Standort KG: Oberndorf          | Das Haus mit Krüppelwalmdach ist im Kern barock und erhielt im frühen 19. Jahrhundert die einfache Stuckverzierung der Fenster. | BDA-Hist.: Q37804593 Status: Bescheid Stand der BDA-Liste: 2025-06-30 Name: Wohnhaus, Ehemalige Mühle GstNr.: 1345 Schöffleutgasse 3, Oberndorf bei Salzburg                |
| ja   | Datei hochladen | Bürgerhaus HERIS-ID: 45968 Objekt-ID: 47556                                        | Schopperweg 6 Standort KG: Oberndorf              | Das im Kern spätmittelalterliche dreigeschoßige Bürgerhaus wurde später erneuert. Das erste Obergeschoß ruht auf Konsolen. | BDA-Hist.: Q38018330 Status: Bescheid Stand der BDA-Liste: 2025-06-30 Name: Bürgerhaus GstNr.: 1375 Schopperweg 6 (Oberndorf bei Salzburg)                                  |
| ja   | Datei hochladen | Wohnhaus HERIS-ID: 13091 Objekt-ID: 9258                                           | Schopperweg 7 Standort KG: Oberndorf              | | BDA-Hist.: Q38153343 Status: Bescheid Stand der BDA-Liste: 2025-06-30 Name: Wohnhaus GstNr.: .160 Schopperweg 7 (Oberndorf bei Salzburg)                                    |
| ja   | Datei hochladen | Wohnhaus, Rager-, Bergerhaus HERIS-ID: 13090 Objekt-ID: 9257                       | Schopperweg 8 Standort KG: Oberndorf              | | BDA-Hist.: Q38153311 Status: Bescheid Stand der BDA-Liste: 2025-06-30 Name: Wohnhaus, Rager-, Bergerhaus GstNr.: .161 Schopperweg 8 (Oberndorf bei Salzburg)                |
| ja   | Datei hochladen | Wohnhaus, sog. Kurzen- oder Schießenhaus HERIS-ID: 11817 Objekt-ID: 7935           | Schopperweg 9 Standort KG: Oberndorf              | | BDA-Hist.: Q38113008 Status: Bescheid Stand der BDA-Liste: 2025-06-30 Name: Wohnhaus, sog. Kurzen- oder Schießenhaus GstNr.: .162 Schopperweg 9 (Oberndorf bei Salzburg)    |
| ja   | Datei hochladen | Bauernhaus, Gabisch-, Geppenhaus HERIS-ID: 16020 Objekt-ID: 12274                  | Schopperweg 10 Standort KG: Oberndorf             | | BDA-Hist.: Q37806017 Status: Bescheid Stand der BDA-Liste: 2025-06-30 Name: Bauernhaus, Gabisch-, Geppenhaus GstNr.: 1384                                                   |
| ja   | Datei hochladen | Wohnhaus HERIS-ID: 15082 Objekt-ID: 11320                                          | Schopperweg 12 Standort KG: Oberndorf             | | BDA-Hist.: Q37769855 Status: Bescheid Stand der BDA-Liste: 2025-06-30 Name: Wohnhaus GstNr.: 367 Schopperweg 12 (Oberndorf bei Salzburg)                                    |
| ja   | Datei hochladen | Wohnhaus, sog. Krowaten- oder Taschlerhaus HERIS-ID: 11191 Objekt-ID: 7268         | Schopperweg 13 Standort KG: Oberndorf             | | BDA-Hist.: Q38091736 Status: Bescheid Stand der BDA-Liste: 2025-06-30 Name: Wohnhaus, sog. Krowaten- oder Taschlerhaus GstNr.: .167 Schopperweg 13 (Oberndorf bei Salzburg) |
| ja   | Datei hochladen | Wohnhaus HERIS-ID: 15446 Objekt-ID: 11690                                          | Schopperweg 14 Standort KG: Oberndorf             | | BDA-Hist.: Q37785020 Status: Bescheid Stand der BDA-Liste: 2025-06-30 Name: Wohnhaus GstNr.: 371 Schopperweg 14 (Oberndorf bei Salzburg)                                    |
| ja   | Datei hochladen | Wohnhaus HERIS-ID: 13438 Objekt-ID: 9626                                           | Schopperweg 15 Standort KG: Oberndorf             | | BDA-Hist.: Q38178432 Status: Bescheid Stand der BDA-Liste: 2025-06-30 Name: Wohnhaus GstNr.: 372 Schopperweg 15 (Oberndorf bei Salzburg)                                    |
| ja   | Datei hochladen | Wohnhaus, Partnerhaus HERIS-ID: 15058 Objekt-ID: 11296                             | Schopperweg 16 Standort KG: Oberndorf             | | BDA-Hist.: Q37769564 Status: Bescheid Stand der BDA-Liste: 2025-06-30 Name: Wohnhaus, Partnerhaus GstNr.: 373 Schopperweg 16, Oberndorf bei Salzburg                        |
| ja   | Datei hochladen | Stille-Nacht-Gedächtniskapelle HERIS-ID: 16014 Objekt-ID: 12268                    | Stille-Nacht-Platz 1 Standort KG: Oberndorf       | → Hauptartikel : Stille-Nacht-Kapelle f1 | BDA-Hist.: Q1384682 Status: § 2a Stand der BDA-Liste: 2025-06-30 Name: Stille-Nacht-Gedenkkapelle GstNr.: 1360 Stille-Nacht-Kapelle                                         |
| ja   | Datei hochladen | Wasserturm HERIS-ID: 16016 Objekt-ID: 12270                                        | Stille-Nacht-Platz 2 Standort KG: Oberndorf       | Der hohe rechteckige Wasserturm ist im Kern spätmittelalterlich und mit 1540 bezeichnet. Ein zweigeschoßiges Haus mit Balkon im Ober- und Dachgeschoß sowie Krüppelwalmdach ist an den Turm angebaut. | BDA-Hist.: Q37805909 Status: § 2a Stand der BDA-Liste: 2025-06-30 Name: Wasserturm GstNr.: 483/2 Wasserturm Oberndorf bei Salzburg                                          |
| ja   | Datei hochladen | Wohnhaus von Pfarrer Joseph Mohr HERIS-ID: 14691 Objekt-ID: 10929                  | Stille-Nacht-Platz 5 Standort KG: Oberndorf       | | BDA-Hist.: Q37763630 Status: § 2a Stand der BDA-Liste: 2025-06-30 Name: Wohnhaus von Pfarrer Joseph Mohr GstNr.: 1271 Wohnhaus Pfarrer Joseph Mohr, Oberndorf bei Salzburg  |
| ja   | Datei hochladen | Schifferkapelle HERIS-ID: 13321 Objekt-ID: 9494                                    | Uferstraße Standort KG: Oberndorf                 | → Hauptartikel : Schifferkapelle (Oberndorf bei Salzburg) f1 | BDA-Hist.: Q38175338 Status: § 2a Stand der BDA-Liste: 2025-06-30 Name: Schifferkapelle GstNr.: 1322 Schifferkapelle, Oberndorf bei Salzburg                                |
| ja   | Datei hochladen | Brücke nach Laufen (Salzach) HERIS-ID: 16012 Objekt-ID: 12266                      | Uferstraße 4a Standort KG: Oberndorf              | Das Eisenfachwerk als Kettenbrücke auf zwei Pfeilern wurde 1902/1903 erbaut. Die Pfeileraufbauten sind durch flügelschwingende Adler bekrönt. In den Verbindungsbögen sind Wappen der österreichischen Monarchie und von Bayern.                                                                                                 | BDA-Hist.: Q1493768 Status: § 2a Stand der BDA-Liste: 2025-06-30 Name: Brücke nach Laufen (Salzach) GstNr.: 1065/1 Salzachbrücke Oberndorf-Laufen                           |
| ja   | Datei hochladen | Kalvarienberg HERIS-ID: 13396 Objekt-ID: 9575                                      | Standort KG: Oberndorf                            | Der Kalvarienberg Maria Bühel steht beim Europasteg nach Laufen an der Salzach und steht am Pilgerweg zur Wallfahrtskirche Maria Bühel. | BDA-Hist.: Q16751820 Status: § 2a Stand der BDA-Liste: 2025-06-30 Name: Kalvarienberg GstNr.: 1268, 1026/9 Kalvarienberg Maria Bühel                                        |
| ja   | Datei hochladen | Keltische Viereckschanze HERIS-ID: 112104 Objekt-ID: 130156seit 2014               | Standort KG: Oberndorf                            | | BDA-Hist.: Q37828543 Status: Bescheid Stand der BDA-Liste: 2025-06-30 Name: Keltische Viereckschanze GstNr.: 741, 740/4, 745/2, 745/4                                       |